# Raymonde Pécheux
Raymonde Pécheux (... – 2000) è stata una schermitrice francese, vincitrice di una medaglia d'argento ai campionati mondiali di scherma.